# Die Dummen Dänen (talemåde)
Die dummen Dänen (tysk for: de dumme danskere) er en talemåde hvis ophav er ukendt. I litteraturen kendes det tidligst hos Peter Andreas Heiberg i Virtuosen nr. 2 (1793) lagt i munden på en tysker. Udsagnet kendes dog også i Hans Barhows (1704-1754) Historiske Meddelelser om København (bind 7, 544), hvor det synes ganske alment udtrykt i datiden. N.F.S. Grundtvig tillagde udtrykket tysk oprindelse i 1845, men i Tyskland er udtrykket stort set kun kendt i Nordtyskland, formentlig igennem danskere. Desuden kendes udtrykket i dagens Danmark kun i den grammatisk ukorrekte form "die dumme Dänen". I Sverige kendes udtrykket "die dummen Schweden". Vogel-Jørgensen og hans svenske pendant, Valdemar Langlet, foreslår at dét udtryk og udtrykket "de dumme danskere" oprindelig kan være opstået iblandt tyskere i Danmark og Sverige.